# Organización de Telecomunicaciones de Iberoamérica

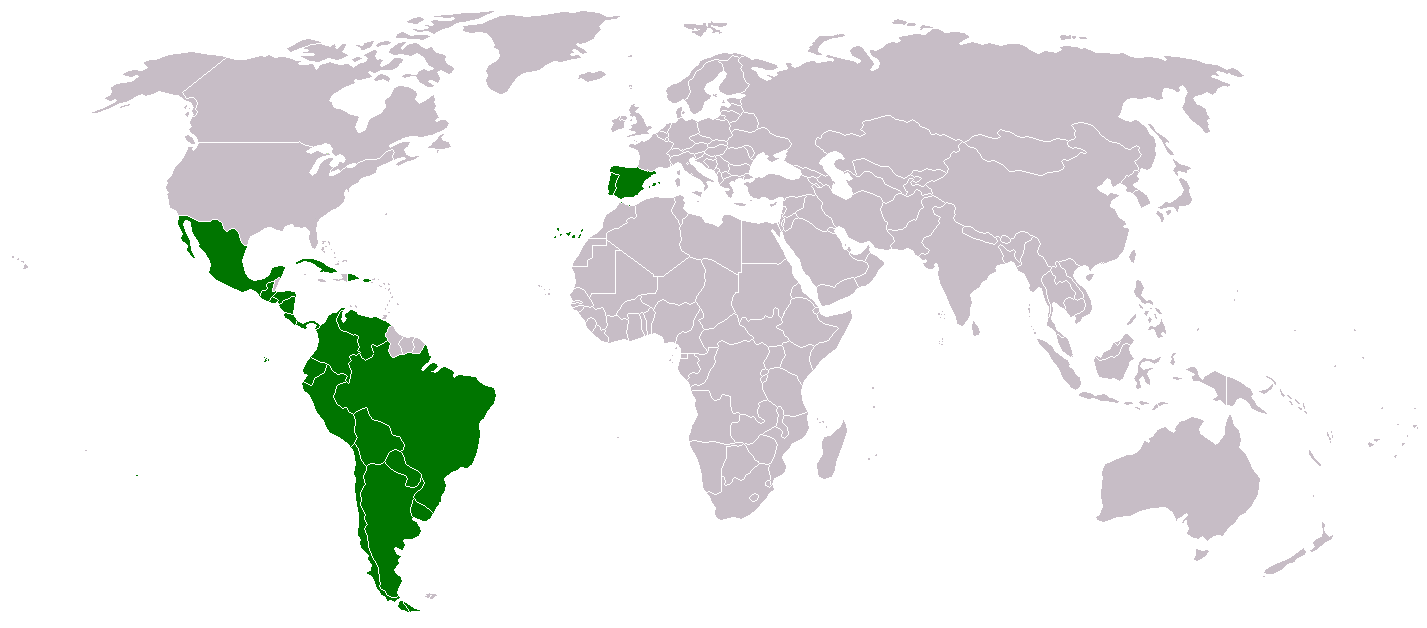

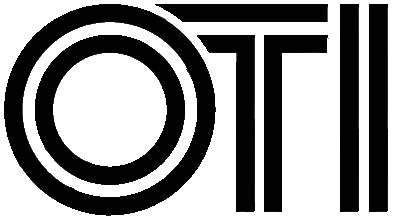

Organización de Telecomunicaciones Iberoamericanas (OTI) ist ein Dachverband der Fernsehsender in Lateinamerika, Spanien und Portugal.
Er wurde 1971 in Mexiko-Stadt als Organización de Televisión Iberoamericana (OTI) gegründet und später umbenannt.
Sie Organisation ist Mitglied der World Broadcasting Unions.